# Oscar Lundin (fotbollsspelare)
Oscar Tomas Lundin, född 23 december 1995, är en svensk fotbollsspelare som spelar för Falu BS.

## Karriär
Lundins moderklubb är Torsångs IF. 2010 gick han till IK Brage. I juli 2013 lånades Lundin ut till division 3-klubben Falu FK. I juli 2016 lånades han ut till Kvarnsvedens IK.
I december 2016 värvades Lundin av Dalkurd FF, där han skrev på ett tvåårskontrakt. I januari 2018 återvände Lundin till IK Brage, där han skrev på ett tvåårskontrakt. I december 2019 förlängde Lundin sitt kontrakt i Brage med två år. Efter säsongen 2021 lämnade Lundin klubben i samband med att hans kontrakt gick ut.
Inför säsongen 2022 värvades Lundin av Gefle IF, där han skrev på ett ettårskontrakt med option på ytterligare ett år. I januari 2024 gick Lundin till division 2-klubben Falu BS.

## Privatliv
Oscar Lundins tvillingbror Anton Lundin är också fotbollsspelare.